# Gottfried Wiegand
Pour les articles homonymes, voir Wiegand (homonymie).
Gottfried Wiegand, né le 1926 à Leipzig (Allemagne) et mort le 2005 à Kaarst, en Rhénanie-du-Nord-Westphalie (Allemagne), est un dessinateur et sculpteur allemand.

## Biographie
Gottfried Wiegand suit les cours de dessin auprès d'Emil Schellenberger et étudie à l'Académie des Beaux-Arts de Munich entre 1946 et 1950.